# Rhyssemus testudo
Rhyssemus testudo är en skalbaggsart som beskrevs av Riccardo Pittino 1990. Rhyssemus testudo ingår i släktet Rhyssemus och familjen Aphodiidae. Inga underarter finns listade i Catalogue of Life.